# Помпей Проб
Вижте пояснителната страница за други личности с името Проб.
Помпей Проб (на латински: Pompeius Probus) e политик и сенатор на Римската империя през началото на 4 век по времето на Тетрархията.
През 307 г. Проб служи с Галерий и Лициний.
През 310 г. Проб е консул за Изтока заедно с Таций Андроник. От 310 до 314 г. е преториански префект на Изтока.